# Agedrup
Agedrup er Odenses nordøstligste bydel, beliggende 7 km fra Odense centrum.
Agedrup ligger bl.a. tæt på landsbyen Dræby og i nærheden af byen Munkebo og Vikingemuseet Ladby.

## Sogn og kommune
Agedrup hører til Agedrup Sogn. Agedrup Kirke ligger i bydelens sydøstlige del, som er den oprindelige landsby. Agedrup var allerede vokset sammen med Bullerup i samme sogn til en by, da Agedrup Sognekommune ved kommunalreformen i 1970 blev indlemmet i Odense Kommune. Eftersom Agedrup var en bydel i byen Bullerup, også da den blev en by i Odense Kommune, betragtes Agedrup stadig som en del af Bullerup efter at Danmarks Statistik siden 1. januar 2007 har anset Bullerup for at være en bydel i Odense fordi den er vokset sammen med bydelen Seden og dermed Odense.

## Faciliteter
- Agedrup Skole har ca. 470 elever, fordelt på 0.-9. klassetrin i 2 spor. 160 børn er tilmeldt skolens SFO.[3] Skolen har 70 ansatte.[4]
- Ved siden af skolen ligger Agedruphallen. Fjordager Idrætsforening benytter både den og Fjordagerhallen i Seden.
- Agedrup Forsamlingshus har en velkomstsal til 50 personer og en festsal til 100 spisende gæster.

## Historie

### Stationsbyen
I 1899 beskrives Agedrup ganske kort: "Agedrup med Kirke, Præstegd. og Jærnbanestation;"
Agedrup havde station på Odense-Kerteminde-Dalby Jernbane, der blev åbnet i 1900. I 1914 blev den forlænget til Martofte og kom til at hedde Odense-Kerteminde-Martofte Jernbane. Agedrup Station havde et kombineret krydsnings- og læssespor med siderampe.
Banen blev nedlagt i 1966, og stationsbygningen er revet ned. Fra Agedrupvej mod vest går der en sti på 1½ km, som med små afbrydelser følger banens tracé til Helsted i Seden.

### Agedrup Forsamlingshus
Agedrup Sogn hørte oprindeligt sammen med Seden Sogn, men blev kort efter 1571 forenet med Kølstrup Sogn. Kølstrup fik forsamlingshus i 1896, og Agedrup Øvelses- og Forsamlingshus blev indviet i 1905. Ordet "øvelseshus" viser at det ikke mindst skulle være en gymnastiksal for skytteforeningen. Fra 1920 blev gymnastiksalen dog også benyttet af skolen, der var flyttet til Agedrup fra Vester Kærby. I 1936 blev huset udvidet med en scene, så man hvert år kunne spille en amatørteaterforestilling (dilettant). Under besættelsen begyndte man at spille badminton i huset.
I hele året 1962 lejede sognerådet den lille sal til skolebrug, men da den nye skole startede i 1964, mistede huset den indtægt. Da skolen i 1966 fik gymnastiksal og foredragssal med scene, ophørte lejemålet af den store sal også, og badmintonspillet flyttede til skolens gymnastiksal. Så økonomien var presset indtil man i 1991 omdannede forsamlingshuset til en forening, så man fik kontingent og kunne søge fonde. Ved udgangen af 2005 havde foreningen 276 medlemmer, og det var lykkedes at vedligeholde forsamlingshuset og forbedre det på en række punkter.

### Genforeningssten
Foran forsamlingshuset står en sten, der blev afsløret i eftersommeren 1920 til minde om Genforeningen i 1920.